# Східний Данбартоншир
Схі́дний Данба́ртоншир (англ. East Dunbartonshire) — область у складі Шотландії. Розташована в центрі країни. Адміністративний центр — Керкінтіллох.

## Найбільші міста
Міста з населенням понад 5 тисяч осіб:
| № | Місто        | Населення, осіб (2006) |
| - | ------------ | ---------------------- |
| 1 | Бірсден      | 27 070                 |
| 2 | Бішопбріггс  | 23 370                 |
| 3 | Керкінтіллох | 19 360                 |
| 4 | Мілнгеві     | 12 780                 |
| 5 | Лензі        | 8 630                  |